# 약식조약
약식조약이란 조약에서 비준을 생략하고, 서명만으로 기속적동의표시가 함께 이루어지는 간의형식의 합의로 체결된 조약이다. 인증시명후에 별도의 조치가 불필요한 것 뿐이지 기속적 동의표시가 없어도 되는 것은 아니다. 약식조약은 그 효력에 있어서 정식조약과 국제법상 차이가 없다. 그러나 한국의 경우 약식조약은 국내법상 명령과 동일한 효력이 있는 것으로 보아 국내법상 효력에는 차이가 있을 수 있다. 약식조약은 다자조약에서도 가능하며, 일방국가만 약식조약으로 체결하는 것도 가능하다(한미행정협정).